# Радоје Вујошевић Ристо
Радоје Вујошевић Ристо (Бјелице, код Цетиња, 27. мај 1910 — Тијовац, код Сврљига, 9. јул 1942), учесник Народноослободилачке борбе и народни херој Југославије.

## Биографија
Родио се у месту Бјелице у околини Цетиња. У родном месту је завршио основну школу, а гимназију на Цетињу. Преселио се у Жедник, а затим је Правни факултет у Суботици уписао 1932. године. На првој години факултета примљен је у КПЈ. Оснивач је студентског удружења „Светлост” где је радио са омладином у Жеднику и Чантавиру. Власти су га ухапсиле у новембру 1934. али је ослобођен у пролеће следеће године због недостатка доказа. Уписао је школу резервних официра 1937. године, а за време одслужења војног рока завршио је Правни факултет у Суботици у марту 1938. године. Радио је у Косовској Митровици, а затим и као приправник у Среском суду у Алексинцу.
Након капитулације југославије радио је на организацији устанка. Када је формиран партизански одред постављен је за командната. Одред је у акцијама разоружао жандармерисјке станице у Бовну, Читлуку и Сврљигу. Заједно са још тридесетак бораца формирао је Сврљишки одред и постао њен командант. Одред је имао неколико успешних акција као што су: онеспособљавање рудника угља Подвис, заузимање Сокобање, ликвидирање четничког одреда у Сићеву, победа над Бугарима у Сићевачкој клисури и др. И у току 1942. године водио је жестоке борбе са истим противницима. Погинуо је приликом напада на село Тијовац, код Сврљига, 9. јул 1942. године.
Указом председника ФНР Југославије Јосипа Броза Тита, 27. новембра 1953.. године, проглашен је за народног хероја.